# Nedre Strömnäs
Nedre Strömnäs är en ort vid Fjällsjöälven i Ramsele socken, Sollefteå kommun.
1990 avgränsades en småort i området. Vid avgränsningen år 2000 hade befolkningen minskat och småorten upplöstes.